# Coelidiana signaticeps
Coelidiana signaticeps är en insektsart som beskrevs av Rauno E. Linnavuori 1965. Coelidiana signaticeps ingår i släktet Coelidiana och familjen dvärgstritar. Inga underarter finns listade i Catalogue of Life.